# Lycaste brevispatha
Lycaste brevispatha là một loài thực vật có hoa trong họ Lan. Loài này được (Klotzsch) Lindl. & Paxton mô tả khoa học đầu tiên năm 1852.